# Landgericht Bamberg II
Das Landgericht Bamberg II, auch als Landgericht Bamberg am linken Regnitzufer bezeichnet, war ein von 1803 bis 1879 bestehendes bayerisches Landgericht älterer Ordnung mit Sitz in Bamberg. Die Landgerichte waren im Königreich Bayern Gerichts- und Verwaltungsbehörden, die 1862 in administrativer Hinsicht von den Bezirksämtern und 1879 in juristischer Hinsicht von den Amtsgerichten abgelöst wurden.

## Geschichte
1803 wurde im Verlauf der Verwaltungsneugliederung Bayerns das Landgericht Bamberg II errichtet. Dieses wurde nach der Gründung des Königreichs Bayern dem Mainkreis zugeschlagen, dessen Hauptstadt zunächst Bamberg war.
Zum Landgericht gehörten die Gemeinden Schlüsselau, Burgebrach und Teile von Hallstadt. 1810 schließlich wurde Ebrach im Zuge der Grenzregulierung mit dem Großherzogtum Würzburg bayerisch.
Das Landgericht Bamberg II wurde aus Gebieten gebildet, die vor dem Reichsdeputationshauptschluss Teile des Hochstiftes Bamberg waren (lediglich das Amt Eltmann war würzburgisch gewesen). Dies waren:
- das Stadtrevier, zu dem Altenburg, Eberdanshof, Fischerhof, Rathhof und Rothöflein gehören
- vom Amt Schlüsselau: Schlüsselau, Buch, Debring, Eichenhof, Ellersdorf, Erlach, Erlau, Frensdorf, Großbuchfeld, Herrendorf, Höfen, Knottenhof, Köttmannsdorf, Lonnershof , Neuhaus, Pettstadt, Rattelshof, Reundorf, Rödersdorf, Schadlos, Unteraurach, Waizendorf mit Kaiserhof
- Erbermännische Güterverwaltung (Amt Burgebrach): Mühlendorf, Stegaurach, Tütschengereuth, Wildensorg
- vom Amt Bechhofen: Ellersdorf, Kleinbuchfeld, Köttmannsdorf, Rothensand, Seußling, Trailsdorf, Wingersdorf
- vom Amt Burgebrach: Frensdorf, Obergreuth, Reundorf, Seehöflein, Untergreuth
- vom Amt Schönbrunn: Kirchaich
- vom Spitalamt: Kolmsdorf, Oberschleichach, Priesendorf, Tretzendorf, Trossenfurt, Bischberg, Gaustadt, Mühlendorf, Rendorf, Weipoldsdorf, Stegaurach
- vom Gericht Michelsberg: Bischberg, Gaustadt, Rattelsdorf, Trosdorf, Wiereth, Weipoldsdorf
- vom Amt Hallstadt: Bischberg, Gaustadt, Trosdorf, Weipoldsdorf
- vom Amt Zeil: Lembach, Roßstadt, Wiereth
- das Amt Eltmann ohne die Teile, die dem Landgericht Hallstadt zugeordnet waren[1]

Anlässlich der Einführung des Gerichtsverfassungsgesetzes am 1. Oktober 1879 wurden in Bamberg zwei Amtsgerichte errichtet. Dabei wurden die Landgerichte älterer Ordnung  Landgericht Bamberg I und  Bamberg II zum Amtsgericht Bamberg II vereinigt. Man unterschied jedoch weiterhin zwei Teilbezirke, Amtsgericht Bamberg II, Erster Teil (Osthälfte) und Amtsgericht Bamberg II, Zweiter Teil (Westhälfte). Die kreisunmittelbare Stadt Bamberg bildete ab 1879 das Amtsgericht Bamberg I. 1903 wurden diese beiden Amtsgerichte zum Amtsgericht Bamberg vereinigt.

## Beamte des Landgerichts
Die Namen der Beamten des Landgerichts Bamberg II im Jahr 1809 lassen sich aus dem Königlich-Baierischen Regierungsblatt entnehmen.
- Erster Assessor: Philipp Rothlauf
- Zweiter Assessor: Friedrich Dittmaier